# In dominico agro
In Dominico agro je první encyklika papeže Klementa XIII. vyhlášená na svatopetrském náměstí v Římě 14. června 1761, která odkazovala na Tridentský koncil. Zdůrazňovala roli vulgáty a překladů bible a nově slibuje i překlad katechismu. V podobenství o semeni, která se uchytí do dobré půdy, papež píše o úkolu šířit a prohlubovat učení katolické církve a chránit víru. 